# Kimito kyrkoby
Kimito kyrkoby är en tätort och det största samhället på Kimitoön i Egentliga Finland. Orten är även Kimitoöns administrativa centrum. Före kommunsammanslagningen 2009 var kyrkobyn Kimito kommuns centralort. Vid tätortsavgränsningen 31 december 2021 hade Kimito kyrkoby 1 287 invånare och omfattade en landareal på 5,69 kvadratkilometer.